# Pietro Badoglio
Pietro Badoglio (født 28. september 1871 i Grazzano Monferrato i Piemonte i Italien, død 1. november 1956 samme sted) var en italiensk general og fascistisk politiker. Han var Italiens premierminister fra den 25. juli 1943 til den 18. juni 1944 i de to provisoriske militærregeringer, der fulgte efter afsættelsen af Benito Mussolini.

## Militærkarriere og tid som guvernør
Badoglios blev i 1888 optaget på militærakademiet i Torino. Efter afslutning af studierne gjorde han tjeneste i Italiens hær som løjtnant, hvor han deltog i de italienske kolonikrige i Eritrea i 1896 og i Libyen i 1912.
Ved 1. verdenskrigs begyndelse havde han rang af oberstløjtnant (Tenente Colonnello) og blev efter sin indsat ved erobringen af Monte Sabotino i maj 1916 forfremmet til generalmajor og senere igen til generalløjtnant og sidst i 1917 forfremmet til vice-øverstkommanderende (Sottocapo di Stato Maggiore) i den italienske hær. Forfremmelsen til vice-øverstkommanderende skete på trods af Badoglios involvering i den italienske hær sammenbrud ved Slaget ved Caporetto i oktober 1917, der siden er benævnt "det største nederlag i Italiens militære historie".
Efter 1. verdenskrig blev han udnævnt til senator, men fortsatte sin tilknytning til hæren. Han udtrådte af hærens generalstab i 1921 og var derefter ambassadør i Brasilien. Badoglio var oprindelig imod Mussolini, men stiftede holdning, og i 1925 vendte han tilbage til Italien, hvor han den 4. maj 1925 fik posten som stabschef for Italiens hær. Den 25. juni 1926 blev Badoglio forfremmet til Italiens marskal (Maresciallo d'Italia).
Badoglio var den første permanente italienske guvernør i Tripolitania og Cyrenaica (senere Italiens Libyen) fra 1929 til 1933. Under Badoglios tid som guvernør nedkæmpede han brutalt den libyske modstandsbevægelse. I 1931 var mere end halvdelen af befolkningen i Cyrenaica interneret i 15 koncentrationslejre, hvor mange omkom som følge af mangel på vand, mad og medicin, ligesom Badoglio lod Italiens luftvåben føre kemisk krigsførelse mod beduinerne i ørkenen. Tre år efter sin udpegning som guvernør erklærede Badoglio den libyske modstandsbevægelse, der havde været aktiv siden den italienske invasion i 1911, for knust.
Den 5. oktober 1935 overtog Badoglio ansvaret for den Anden italiensk-abessinske krig. Badoglio anvendte i vidt omfang kemiske våben i nedkæmpningen af de abessinske tropper og mod civile. Den 5 maj 1936 ledte marskal Badoglio de italienske tropper ind i Addis Ababa og Mussolini erklærede Abessinien (Etiopien) for en del af Det italienske imperium. Badoglio blev udpeget til Generalguvernør og fik titlen Hertug af Addis Abeba. I juni 1936 vendte Badoglio tilbage til Italien som øverstekommanderende for den Italienske generalstab og meldte sig ind i det italienske fascistparti.

## 2. verdenskrig
Badoglio fratrådte som chef for generalstaben som følge af den italienske fiasko under den græsk-italienske krig.
I begyndelsen af 1943 var der i den øverste ledelse af militæret en udbredt opfattelse af, at Italien skulle søge våbenhvile med det formål at få stoppet landets deltagelse i 2. verdenskrig. Det var nødvendigt at afsætte Mussolini, da han ikke ville indgå en våbenhvile, ligesom de allierede ikke ville indgå en våbenhvile med ham. To mænd var udset til at afløse Mussolini: Marskal Badoglio og Marskal Enrico Caviglia. Da Marskal Caviglia havde taget afstand fra fascismen, valgte kong Victor Emanuel Badoglio som afløseren. Badoglio havde loyalt tjent Mussolini, men var blevet skuffet over at være blevet udpeget som den ansvarlige for fiaskoen ved invasionen i Grækenland i 1940. På et hemmeligt møde den 15. juli 1943 meddelte kongen Badoglio, at han snarest ville blive indsat som Italiens premierminister og at kongen ikke ønskede liberale politikere i Badoglios regering.
Den 24. juli 1943 modtog Mussolini et mistillidsvotum fra Det Fascistiske Storråd, og blev dagen efter af kongen afsat som premierminister og herefter arresteret, hvorefter Badoglio blev indsat som ny premierminister. Den 3. september 1943 underskrev general Giuseppe Castellano på Badoglios vegne en våbenhvileaftale med de allierede. Af hensyn til usikkerheden om den tyske reaktion på våbenhvileaftalen, blev den af Badoglio holdt hemmelig. De allierede offentliggjorde imidlertid våbenhvileaftalen den 8. september 1943 før end Badoglio havde haft lejlighed til at forberede de italienske tropper på den nye situation. De italienske enheder var således uforberedte på den tyske reaktion, og den hurtige tyske afvæbning af den italienske tropper under Operation Achse. I de tidlige timer den følgende dag, den 9. september 1943, flygtede Badoglio, Kong Victor Emmanuel og en række ministre til Pescara og Brindisi, hvor de anmodede om allieret beskyttelse.
Den 23. september 1943 blev en mere udførlig våbenhvileaftale indgået på Malta, og den 13. oktober erklærede Kongeriget Italien med premierminister Badoglio officielt krig mod Nazityskland. Badoglio blev i embedet indtil den 9. juni 1944, hvor han efter den italienske fiasko ved tyskernes befrielse af Mussolini og de allieredes indtagelse af Rom, mødte stærk intern modstand i regeringen. Han blev afløst af den anti-fascistiske Ivanoe Bonomi.
I marts 1946 afgik Badoglio som senator. Han blev aldrig tiltalt for sine krigsforbrydelser i Afrika og i Balkan.